# 福島県道250号下川内竜田停車場線
福島県道250号下川内竜田停車場線（ふくしまけんどう250ごう しもかわうちたつたていしゃじょうせん）は、福島県双葉郡川内村から楢葉町に至る一般県道である。

## 路線概要
- 起点：双葉郡川内村大字下川内字御所平
- 終点：双葉郡楢葉町大字井出字木屋（JR常磐線 竜田駅前）
- 総延長：25.807 km[1]
  - 実延長：22.997 km
- 路線認定年月日：1959年8月31日[2]

川内村から阿武隈高地を横断し、木戸川に沿い竜田駅に向かう路線である。かつては川内村大字下川内字田ノ入を起点とし福島県道36号小野富岡線から分岐し貝の坂集落で県道指定が途絶え、井手川林道で代替した後に楢葉町上繁岡で再び県道に指定、福島県道35号いわき浪江線との重用区間を南下し現在のルートに至る路線であったが、木戸ダムの建設を期にルート変更が行われた。なお当県道の旧道に当たる田ノ入付近の部分は県道36号小野富岡線割山峠のバイパス、割山トンネル区間として線形改良の上転用されている。

### 重用区間
- 福島県道35号いわき浪江線（双葉郡楢葉町上小塙字袖山川原～同郡同町井手字所布）

### 道路施設
※バイパス・新道区間部については当該項目参照。
東西橋
- 全長：54.1m
- 幅員：4.7m
- 竣工：1990年[3]

川内村下川内字大柳にて二級水系木戸川を渡る。橋上はセンターライン、車道外側線のない狭隘な路線である。

## 通過する自治体
- 双葉郡川内村 － 楢葉町

## 接続・交差する道路
- 川内村内
  - 国道399号（下川内字御所平 起点）
- 楢葉町内
  - 福島県道35号いわき浪江線 いわき方面（上小塙字袖山川原）
  - 福島県道35号いわき浪江線 浪江方面（井手字所布）
  - 国道6号（井手字木屋下）
  - 福島県道244号小塙上郡山線（井手字木屋）

## バイパス・新道
木戸ダム付替道路区間
木戸ダム建設のための工事用道路として楢葉町上小塙の女平集落から木戸ダムにかけて、木戸ダムから楢葉町大谷の乙次郎集落にかけてがそれぞれ楢葉町道女平の1号付替道路（全長4,400 m）、2号付替道路女平栗沢線（全長3,500 m）として整備された。後にこの区間と乙次郎林道に県道の指定が行われ、前述のルート変更が行われた。
道路施設
木戸ダム天端1号橋/2号橋
- 全長：59.6m
- 幅員：9.2m
- 竣工：2008年

ダム堤体の天端が県道になっており木戸川を渡河する。
明神大橋
- 全長：114.0 m
  - 主径間：62.6 m

- 幅員：7.0 m
- 形式：3径間鋼ラーメン橋
- 竣工：1999年
- 開通：2000年3月
- 施工：日本鋼管

やまゆり橋
全長96.0 m。2000年1月開通。
夫婦橋
- 全長：69.0m
- 幅員：8.2m
- 竣工：1990年

開通は1999年11月。
大滝橋
全長39.0 m。1999年3月開通。近隣に大瀧神社がある。
九竜橋
- 全長：70.5m
- 幅員：8.2m
- 竣工：1990年

開通は2000年1月。
曙橋
- 全長：65.0m
- 幅員：8.2m
- 竣工：1990年

開通は1997年11月。
親不知橋
- 全長：44.0 m
- 幅員：5.5（7.0） m
- 形式：鋼単純鈑桁橋
- 竣工：1996年

1996年8月開通。2号付替道路関連橋梁として1995年度より建設された。総工費は1億2400万円。
七色橋
- 全長：33.0 m
- 幅員：5.5(7.0) m
- 形式：鋼単純鈑桁橋
- 竣工：1995年

1996年2月開通。2号付替道路1号橋として1994年度より建設された。橋名には、開通直後に廃校となる沿線の楢葉町立楢葉南小学校女平分校の児童7人が廃校後も虹のように輝く、との意味が込められている。総工費は8400万円。
新芝坂トンネル
- 全長：283.0 m
- 幅員：5.5（6.5） m
- 有効高：4.7 m
- 施工：田中・双葉特定建設工事共同企業体

楢葉町小塙に位置し、木戸川と女平の集落を隔てる尾根を貫く。 芝坂隧道道路改良として1993年4月に着工され、1996年2月に開通した。

## 沿線
- 木戸ダム
- 木戸川渓谷
- 東北電力木戸川第3発電所
- E6常磐自動車道ならはパーキングエリア
- SOSO.Rならはスタジアム
- JR東日本・竜田駅